# Numero fortunato
In teoria dei numeri, un numero fortunato è un numero naturale in un insieme generato da un "crivello" simile al crivello di Eratostene che genera numeri primi.

## Storia
Stanisław Ulam fu il primo a parlare di questi numeri, verso il 1955. Li chiamò "fortunati" a causa di un legame con una storia narrata dallo storico Flavio Giuseppe.

## Definizione
Si inizia con una successione di numeri interi a partire da 1:
1, 2, 3, 4, 5, 6, 7, 8, 9, 10, 11, 12, 13, 14, 15, 16, 17, 18, 19, 20, 21, 22, 23, 24, 25.
Si eliminano dunque tutti i secondi numeri (ovvero tutti i numeri pari), lasciando solo i numeri dispari:
1,    3,    5,    7,    9,     11,     13,     15,     17,     19,     21,     23,     25.
Il secondo termine in questa sequenza è 3. Si eliminano dunque tutti i numeri terzi che rimangono nella sequenza (si contano tre posizioni, si elimina il terzo e si riparte col conteggio e così via):
1,    3,          7,    9,              13,    15,             19,     21,             25.
Il terzo numero rimasto è ora 7, dunque si eliminano tutti i settimi numeri rimanenti:
1,    3,          7,    9,              13,    15,                     21,             25.
Ripetendo la procedura indefinitamente, i rimanenti sono numeri fortunati:
1, 3, 7, 9, 13, 15, 21, 25, 31, 33, 37, 43, 49, 51, 63, 67, 69, 73, 75, 79, 87, 93, 99, ... 

## Proprietà
I numeri fortunati condividono alcune proprietà con i numeri primi, come il comportamento asintotico secondo il teorema dei numeri primi; anche la congettura di Goldbach è stata estesa al concetto di numero fortunato. Esistono infiniti numeri fortunati. A causa di connessioni apparenti tra numeri fortunati e numeri primi, alcuni matematici hanno ipotizzato che queste proprietà possano essere trovati in insiemi più estesi di numeri generati tramite crivelli di forme sconosciute, sebbene non esista, a tutt'oggi, una base teorica a supporto di questa congettura. Sembra che anche i numeri fortunati gemelli e i numeri primi gemelli si presentino con frequenza simile.

## Numeri primi fortunati
Un numero primo fortunato è un numero fortunato che è anche primo. Non si sa se esistano infiniti numeri primi fortunati. I più piccoli sono
3, 7, 13, 31, 37, 43, 67, 73, 79, 127, 151, 163, 193 